# Корытинка (деревня)
Корытинка — деревня в Арсеньевском районе Тульской области России.
В рамках административно-территориального устройства входит в состав Стрикинского сельского округа Арсеньевского района, в рамках организации местного самоуправления входит в муниципальное образование Манаенское со статусом сельского поселения в составе муниципального района.

## География
Деревня находится в юго-западной части Тульской области, в лесостепной зоне, в пределах юго-западного склона Среднерусской возвышенности, на расстоянии примерно 28 километров (по прямой) к юго-западу от Арсеньева, административного центра округа. Абсолютная высота — 197 метров над уровнем моря.

### Климат
Климат характеризуется как умеренно континентальный, с умеренно холодной зимой и тёплым неустойчивым летом. Среднегодовая многолетняя температура воздуха составляет 4,3 °С. Средняя температура воздуха летнего периода — 18,7 °С (абсолютный максимум — 37 °С); зимнего периода — −9,8 °C (абсолютный минимум — −42 °С). Безморозный период длится в среднем 145 дней. Среднегодовое количество атмосферных осадков составляет 524 мм, из которых большая часть (около 70 %) выпадает в тёплый период. Снежный покров держится около 140 дней. В розе ветров преобладают ветры западного и юго-западного направлений.

### Часовой пояс
Деревня Корытинка, как и вся Тульская область, находится в часовой зоне МСК (московское время). Смещение применяемого времени относительно UTC составляет +3:00.

## Население
| 2010 |
| ---- |
| 1    |

### Национальный состав
Согласно результатам переписи 2002 года, в национальной структуре населения русские составляли 100 % из 11 чел.